# Route 26 (Colombie-Britannique)
La Route 26 est une route ouest / est de la région Cariboo Nord dans l'intérieur central de la Colombie-Britannique. Ouverte en 1967, la route donne accès à la communauté de Wells et à la ville de la ruée vers l'or de Barkerville aux pieds des Monts Cariboo, à respectivement 75 et 81 km (47 et 51 mi) à l'est du terminus de la route à l'intersection avec la route 97 à Quesnel.  La route permet égakement d'accéder au Parc provincial Bowron Lakes.

## Intersections majeures
| District régional | Ville       | km    | Destinations                         | Notes |
| ----------------- | ----------- | ----- | ------------------------------------ | ----- |
| Cariboo           | Quesnel     | 0,00  | BC-97 – Williams Lake, Prince George |       |
| Cariboo           | Barkerville | 81,09 | Poste d'accueil de Barkerville       |       |
|                   |             |       |                                      |       |